# Chondroblast
Chondroblast, komórka chrząstkotwórcza – komórka wytwarzająca substancję międzykomórkową tkanki chrzęstnej. Chondroblasty są czynne w okresie budowy i regeneracji chrząstki, potem przekształcające się w chondrocyty. Zachowują zdolność do podziału.